# Johanna av Bayern
Johanna av Bayern, född i Haag 1362, död 31 december 1386 i Karlstein, var en drottning av Böhmen, gift med kung Wencel IV. Hon var dotter till hertig Albert I av Bayern och Margareta av Brieg.
Vigseln ägde rum 29 december 1370 i Nürnberg, men paret började inte leva tillsammans förrän 1376. Paret blev barnlöst. Hon noteras år 1378 ha varit närvarande vid svärfadern kejsarens begravning. Johanna lärde sig snabbt att tala tjeckiska, och levde för det mesta på slottet i Pisek. Hon ska inte ha trivts särskilt väl i Böhmen i sin egenskap av tysk katolik. Det finns flera olika sägner om hennes plötsliga död. Enligt en version ska hon ha attackerats i sängen av en jakthund. Wencel brukade ha sina jakthundar i sovrummet, och en av dem hade året innan attackerat en fogde. Enligt en annan version avled hon i pesten.